# Abraham Escudero Montoya
Abraham Escudero Montoya (Urrao, Antioquia, 24 de enero de 1940-Cali, Valle del Cauca, 6 de noviembre de 2009) fue un eclesiástico colombiano de la Iglesia católica. Fue obispo auxiliar de Medellín, obispo de la diócesis de El Espinal y de la diócesis de Palmira.

## Vida y obra
Nació el 24 de enero de 1940 en el municipio de Urrao, departamento de Antioquia, territorio eclesiástico de la Arquidiócesis de Santa Fe de Antioquia. Sus padres fueron Azael Escudero y Áurea Montoya, siendo el mayor de cinco hermanos, y sus estudios primarios los cursó en la escuela pública de Urrao y Salgar y en el colegio Efe Gómez de Fredonia. El bachillerato lo cursó en el Liceo de la Universidad de Antioquia.
Los estudios eclesiásticos los realizó en el Seminario Mayor de Medellín y recibió la ordenación sacerdotal de manos de monseñor Tulio Botero Salazar, arzobispo de Medellín, en la parroquia de Nuestra Señora del Rosario del municipio de Bello, el 8 de junio de 1968. En ese mismo año fue profesor interno del seminario menor de Medellín. En julio de 1969 fue nombrado director de la sección de filosofía del Seminario Mayor de Medellín.
Estudió en la Universidad de Antioquia donde obtuvo su licenciatura en Psicología y en la Pontificia Universidad Gregoriana de Roma obtuvo la licenciatura en Teología Espiritual. En julio de 1982 fue designado Director de la Casa de Formación Pablo VI y Delegado Arquidiocesano para la pastoral juvenil.
En agosto de 1984 comenzó a desempeñar la Secretaría de la Vicaría de Religiosos y en diciembre del mismo año fue designado padre espiritual de la sección de filosofía del Seminario Mayor. En agosto de 1985 fue nombrado vicario episcopal para la Vida de Religiosos.
El 22 de mayo de 1986 fue nombrado por el papa Juan Pablo II como obispo titular de Risinium y auxiliar de Medellín. Recibió la consagración episcopal el 21 de junio de 1986 de manos del cardenal Alfonso López Trujillo en la Catedral Metropolitana de Medellín. Fue designado vicario general y vicario episcopal de Religiosos.
El 30 de abril de 1990, fue nombrado obispo de la diócesis de El Espinal, departamento de Tolima. El 2 de febrero de 2007, luego de estar por 17 años al frente de El Espinal, es nombrado obispo de la diócesis de Palmira, departamento del Valle del Cauca. 
Monseñor Escudero falleció en la madrugada del viernes 6 de noviembre de 2009, en la clínica Valle del Lili de la ciudad de Cali. El prelado, de 69 años, había sido trasladado a dicha clínica para ser atendido debido a complicaciones a su salud.